# Corea del Norte en los Juegos Olímpicos de Atlanta 1996
Corea del Norte estuvo representada en los Juegos Olímpicos de Atlanta 1996 por un total de 24 deportistas, 15 hombres y 9 mujeres, que compitieron en 9 deportes.

## Medallistas
El equipo olímpico norcoreano obtuvo las siguientes medallas:
| Nombre        | Deporte      | Competición |
| ------------- | ------------ | ----------- |
| Oro           |              |             |
| Kim Il-Ong    | Lucha libre  | 48 kg M     |
| Kye Sun-Hui   | Judo         | –48 kg F    |
| Plata         |              |             |
| Kim Myong-Nam | Halterofilia | 70 kg M     |
| Bronce        |              |             |
| Chon Chol-Ho  | Halterofilia | 76 kg M     |
| Ri Yong-Sam   | Lucha libre  | 57 kg M     |